# Jacques de Bazoches
Pour les articles homonymes, voir Bazoches (homonymie).
Jacques de Bazoches (1219-1242) était évêque de Soissons. Il sacra Louis IX de France le 29 novembre 1226.

## Lignée
Il était issu d'une grande famille de nobles de Champagne, la maison de Bazoches : il était le fils de Nicolas, seigneur de Bazoches, et de Agnès de Chérisy ; Il était le neveu de Nivelon de Quierzy, évêque de Soissons. Il eut aussi des neveux comme Gui de Château-Porcien (1245-1250), Nivelon de Bazoches (1252-1262) et Milon de Bazoches (1262-1290) qui furent des dignitaires de l'Église et eux aussi évêques de Soissons.

## Sacre du roi de France
Pendant la vacance à l'évêché de Reims, depuis la mort de Guillaume de Joinville et en tant que le premier suffragant de l'archidiocèse, le rôle de sacrer le roi de France Louis IX lui échut.

## Sources
- Abbé Pécheur : Cartulaire de l'abbaye de Saint-Léger, 1870, imprimerie Fossé Darcosse. ;
- Histoire ecclésiastique et civile du diocèse de Laon, et de tout le pays ..., par Nicolas Le Long .
- Archives administratives de la ville de Reims : collection ..., volume 1, partie 1, publié par Pierre Varin .